# Condado de Caudilla
El condado de Caudilla es un título nobiliario español creado el 30 de enero de 1888 durante la minoría de edad del rey Alfonso XIII, por su madre, la reina regente María Cristina de Habsburgo Lorena, a favor de Manuel Chaves y Beramendi.
Se da la circunstancia que el Real Decreto de creación de este Título lo otorgó Amadeo I de Saboya el 10 de febrero de 1873 a Manuel Chaves y Loaysa, hermano menor del duque de Noblejas aunque el Real Despacho se otorgó durante el reinado de Alfonso XIII a Manuel Chaves y Beramendi, por lo que fue éste, el primer conde de Caudilla.
Su denominación hace referencia a la antigua localidad de Caudilla, hoy despoblado, que se unió administrativamente a la localidad de Val de Santo Domingo, formando entre ambas el actual municipio de Santo Domingo-Caudilla, provincia de Toledo.

## Condes de Caudilla
|                           | Titular                            | Periodo                   |
| Creación por Alfonso XIII | Creación por Alfonso XIII          | Creación por Alfonso XIII |
| ------------------------- | ---------------------------------- | ------------------------- |
| i                         | Manuel Chaves y Beramendi          | 1889-1948                 |
| ii                        | María Flora de Chaves y Lemery     | ? -1967                   |
| iii                       | María del Pilar de Chaves y Lemery | ? -1980                   |
| iv                        | Antonio Egaña y Azúa               | 1991-2017                 |
| v                         | José María de Egaña Barrenechea    | 2019-actual titular       |

## Historia de los Condes de Caudilla
- Manuel de Chaves y Beramendi (1861-1948), i conde de Caudilla. Mayordomo de semana del Rey Alfonso XIII.

1. Casó con Isabel Lemery y Ferrer, hija de José Lemery e Ibarrola, i marqués de Baroja. Le sucedió su hija:

- María Flora de Chaves y Lemery (1894-1967), ii condesa de Caudilla, iv duquesa de la Conquista, iv duquesa de Noblejas. Sin descendientes. Le sucedió su hermana:

- María del Pilar de Chaves Lemery (1896-1980), iii condesa de Caudilla, v duquesa de la Conquista, v duquesa de Noblejas, xv marquesa de los Palacios, iii marquesa de la Matilla, vizcondesa de la Frontera. Parece ser que tuvo descendientes, aunque no solicitaron la sucesión en estos títulos. El título recayó en su primo segundo (hijo de su prima hermana Carmen Azúa y de Chaves (hija a su vez de Juan Azúa Suárez y Carmen de Chaves y Beramendi), casada con Alfonso Egaña Elizarán):

- Antonio Egaña y Azúa, iv conde de Caudilla, vi duque de Noblejas. Falleció el 21 de noviembre de 2017.[2]

1. Casado con Marina Barrenechea Fano. Tienen 9 hijos. Le sucedió su hijo:

- José María de Egaña Barrenechea, v conde de Caudilla.[3]